# Hadena maritima
Hadena maritima är en fjärilsart som beskrevs av Turati 1912. Hadena maritima ingår i släktet Hadena och familjen nattflyn. Inga underarter finns listade i Catalogue of Life.